# Свети Апостоли (Константинопол)
„Свети Апостоли“ (на гръцки: Άγιοι Απόστολοι, Агии Апостоли) е бивша православна църква, построена във византийската столица Константинопол (днешен Истанбул) през 550 година. Тя е втората по значимост след „Света София“ от така наречените „велики църкви“ на Източната римска империя. След превземането на Константинопол от османските турци в 1453 и превръщането на „Света София“ в джамия, „Светите Апостоли“ става седалище на Вселенския патриарх. През 1461 година църквата е разрушена от османците, за да се освободи място за строеж на новата Фатих джамия.

## История
Строежът на църквата „Свети Апостоли“ започва около 330 година от император Константин I, който прави Византион столица на Римската империя. Църквата е завършена от сина и наследник на Константин Констанций II, който погребва в нея мощите на баща си. Храмът е посветен на Дванадесетте Апостоли на Иисус Христос и намерението на Константин е да събере мощите на всички свети апостоли в нея. В крайна сметка само мощите на Андрей Първозвани, Свети Лука и Свети Тимотей (последният не е апостол) са събрани в църквата и в по-късни векове се е смятало, че църквата е посветена само на тях тримата.
За формата на църквата не е известно почти нищо, с изключение на това, че е била кръстокуполна. Историкът Евсевий Кесарийски казва, че тя е била висока сграда с портици от четирите страни, мраморни стени и позлатен покрив. По време на управлението на император Юстиниан I е сметнато, че църквата не е достатъчно грандиозна и на нейно място е построена нова. Историкът Прокопий Кесарийски отдава новия строеж на Юстиниан, докато авторът, известен като Псевдо-Кодин, го приписва на императрица Теодора. Новата църква „Свети Апостоли“ е осветена на 28 юни 550 година.
Новата църква е проектирана и построена от архитектите Антимий от Трал и Исидор от Милет във формата на гръцки кръст с пет купола – един над всяко рамо на кръста и един в средата, където раменете се пресичат. Западното рамо на кръста се удължава и оформя атриум. Мощите на Константин и тримата светци са положени отново в новата църка, а в края на северното рамо е построен мавзолей на Юстиниан и семейството му.
Повече от 700 години „Светите Апостоли“ е втората по значимост църква в Константинопол след „Света София“, но докато „Света София“ е в най-старата част на града, „Светите Апостоли“ е в центъра на новата част на разширената имперска столица на главната улица, наречена Меза. В църквата са погребани повечето императори и много патриарси и епископи.
Най-ценната реликва на храма са черепите на Свети Андрей, Свети Лука и Свети Тимотей, но в нея има също така мощи от свети Йоан Златоуст и други отци на Църквата, светци и мъченици. В църквата също така се съхранявал и част от стълба на бичуването, за който е бил завързан Иисус.
Църквата е обновена и вероятно разширена през IX век от император Василий I. В X век Константин Родоски пише „Описание на сградата на Апостолите“ в стихове, което посвещава на император Константин VII Порфирогенет. Базиликата е ограбена при завладяването на Константинопол от кръстоносците от Четвъртия поход в 1204 година. Историкът Никита Хониат пише, че кръстоносците ограбили златото и скъпоценните камъни от императорските гробници, като не била пощадена дори и гробницата на Юстиниан Велики. Гробът на император Ираклий бил отворен и златната му корона открадната заедно с косата на императора, която все още била по нея. Някои от съкровищата са откарани във Венеция, където все още могат да бъдат видени в базиликата Сан Марко.
Когато Михаил VIII Палеолог отвоюва града от Латинската империя, в памет на събитието издига статуя на Архангел Михаил в църквата „Свети Апостоли“. Църквата е възстановена от Андроник II Палеолог в началото на XIV век, но след това запада заедно с общия упадък на града и на империята. Флорентинецът Кристофоро Буонделмонти вижда рушащата се църква през 1420.
След завладяването на Константинопол от османските турци в 1453 година „Света София“ е превърната в джамия и султан Мехмед II заповядва на патриарх Генадий Схоларий да се премести в „Светите Апостоли“, която се превръща в основна православна църква в града. Но районът около църквата скоро е заселен с мюсюлмани и в 1456 година Генадий решава да измести патриаршията в църквата „Света Богородица Памакаристос“ в основния християнски квартал на града Фенер.
Вместо да превърне „Светите Апостоли“ в джамия Мехмед Завоевателя решава да построи на мястото ѝ джамия със сравнимо великолепие и така се появява джамията Фатих (Джамията на Завоевателя), която все още стои на това място, и в която е гробът на султан Мехмед II.
Единствената илюстрация за това как е изглеждала „Светите Апостоли“ е една миниатюра от Ватикански кодекс от 1162 година. Смята се, че базиликата „Сан Марко“ във Венеция отчасти наподобява „Светите Апостоли“. Писателят от XII век Николай Мазарит е оставил описание на църквата, от което са оцелели само части.